# Mantas Varaška
Mantas Varaška (* 26. Mai 1979 in Kazlų Rūda, Litauische SSR) ist ein litauischer  Politiker, seit 2019 Bürgermeister der Gemeinde Kazlų Rūda. Davor war er Mitglied des litauischen Parlaments Seimas.

## Leben
Nach dem Abitur 1997 am Kazys-Grinius-Gymnasium Kazlų Rūda absolvierte er von 1997 bis 2001 das Bachelorstudium und von 2001 bis 2003 das Masterstudium der Rechtswissenschaften an der Lietuvos teisės universitetas in der litauischen Hauptstadt Vilnius. Von 2004 studierte er im Promotionsstudiengang am Lehrstuhl für Verfassungsrecht an der Mykolo Romerio universitetas und bereitete die Dissertation zum Thema "Institut des Staatsoberhaupts im Verfassungsrecht: dynamischer Aspekt" (lit. „Valstybės vadovo institutas konstitucinėje teisėje: dinaminis aspektas“) vor. Von 2003 bis 2008 war er Lektor am Lehrstuhl für Verfassungsrecht und lehrte vergleichendes Verfassungsrecht, Litauisches Verfassungsrecht, Rechtstheorie, Kriminologie und „Ombudsman-Institut in EU“ (für ERASMUS-Studenten).
2002 arbeitete er bei UAB „Komprema“, von 2003 bis 2004 als Syndikus bei VšĮ Trakų nacionalinio sporto ir sveikatingumo centras, von 2004 bis 2006 Gehilfe des Seimas-Mitglieds Nijolė Steiblienė, 2006 von Henrikas Žukauskas, von 2006 bis 2007 als non profit Gehilfe.
Vom Juli 2006 war er Berater des litauischen Justizministers Petras Baguška und leitete einige Kommissionen im Justizwesen, Notariat, Gesetzgebung.
Er war 2007 Mitglied der Obersten Wahlkommission Litauens als Vertreter von Pilietinės demokratijos partija. Von 2008 bis 2012 war er Mitglied von Seimas, wo er Mitglied der Fraktion von Tautos prisikėlimo partija (TPP) und von September 2009 bis 2010 Mitglied von Fraktion „Viena Lietuva“, ab Februar 2010 Mitglied von Krikščionių partija wurde.
Von bis 2016 	2018 arbeitete er in den Kliniken Kaunas. Seit 2019 ist er Bürgermeister seiner Heimatstadt. 2023 wurde er zur zweiten Amtszeit direkt im ersten Wahlgang wiedergewählt. Er war Listenführer einer Wählergruppe (Politinis komitetas „Jaunoji Kazlų Rūda“).
Varaška ist parteilos, kinderlos und ledig.